# Harry Elkins Widener
Harry Elkins Widener (Filadelfia, 3 gennaio 1885 – Oceano Atlantico, 15 aprile 1912) è stato un imprenditore e bibliofilo statunitense, membro della ricca famiglia Widener di Filadelfia.

## Biografia

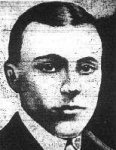
Harry Widener

Harry Widener nacque nel 1885 a Filadelfia da George Dunton Widener (1861-1912) e Eleanor Elkins Widener (1861 o 1862-1937). Suo nonno, Peter Arrell Brown Widener, era il cofondatore della Philadelphia Traction Company, industria idonea alla circolazione di tram. Harry, membro di una delle famiglie più ricche degli Stati Uniti, frequentò la Hill School di Pottstown e, nel 1907, si laureò all'Università di Harvard, dove era membro dell'Hasty Pudding Theatricals.
Harry era un grande appassionato di letteratura tanto da possedere una collezione privata di libri e manoscritti, tra i quali una lettera di William Shakespeare e l'edizione originale della Bibbia di Gutenberg. Possedeva, inoltre, opere di Charles Dickens, Robert Louis Stevenson, George Cruikshank, William Makepeace Thackeray, Charlotte Brontë e William Blake. Era anche in stretto contatto con alcuni collezionisti di libri quali Abraham Simon Wolf Rosenbach di Filadelfia e Luther Livingston di New York.
Nel 1912 s'imbarcò sul RMS Titanic assieme ai genitori per ritornare in America dopo un viaggio a Parigi; occuparono le cabine di prima classe C-80 e C-82. Assieme a loro viaggiarono Edwin Keeping e Amalie Gieger, rispettivamente servitore del signor Widener e cameriera della signora.

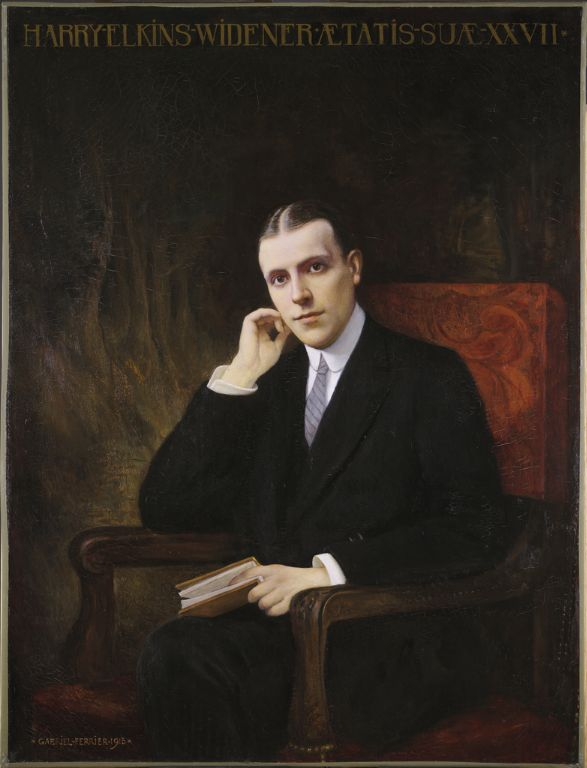
Harry Widener (Gabriel Ferrier, 1913)

La sera del 14 aprile partecipò alla cena nel salone del Ristorante à la carte organizzata dai genitori e a cui parteciparono anche il colonnello Archibald Butt, i signori Carter, i signori Thayer e il comandante Edward Smith . Alle 23:40 la nave urtò un iceberg e Harry aiutò la madre ad imbarcarsi sulla lancia numero 4, ammainata all'1:55, per poi fare un passo indietro. William Carter cercò di convincerlo a mettersi in salvo su una lancia di salvataggio, ma Harry rifiutò. Il suo corpo, se recuperato, non fu mai identificato.
Dopo la sua morte, la madre Eleanor donò 2 milioni di dollari all'Università di Harvard per la costruzione della Harry Elkins Widener Memorial Library, in memoria del figlio, aperta il 24 giugno 1915.